# Xili Hu
Xili Hu  (chinesisch 洗礼湖 ‚See der Taufe‘) ist ein See an der Ingrid-Christensen-Küste des ostantarktischen Prinzessin-Elisabeth-Lands. Er liegt im Zentrum der Priddy Promontory, eines Seitenarms der Halbinsel Stornes in den Larsemann Hills.
Chinesische Wissenschaftler benannten ihn 1993 im Zuge von Vermessungs- und Kartierungsarbeiten.